# Konfokální mikroskop

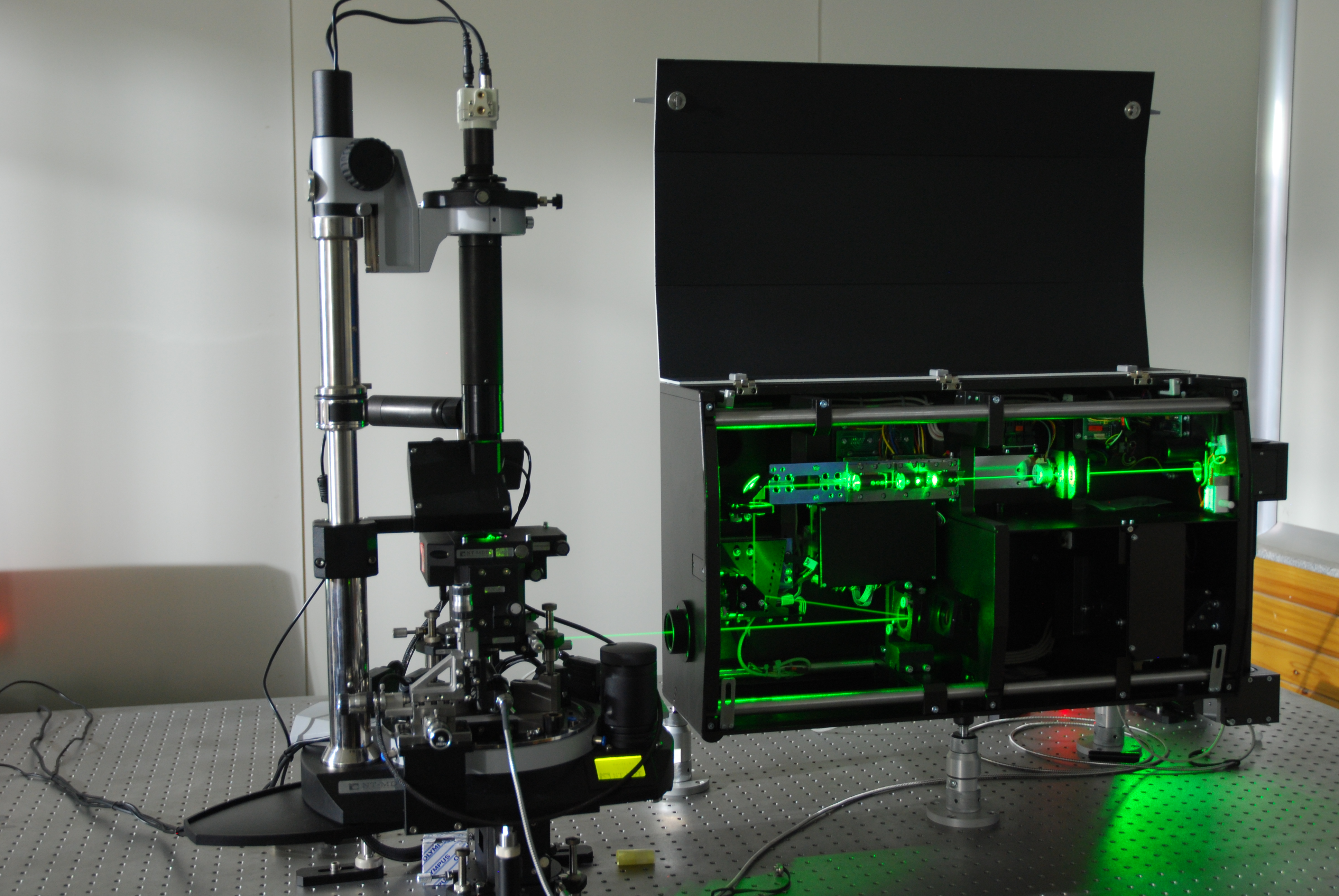
Základní stavba konfokálního mikroskopu a zdroje laserového paprsku

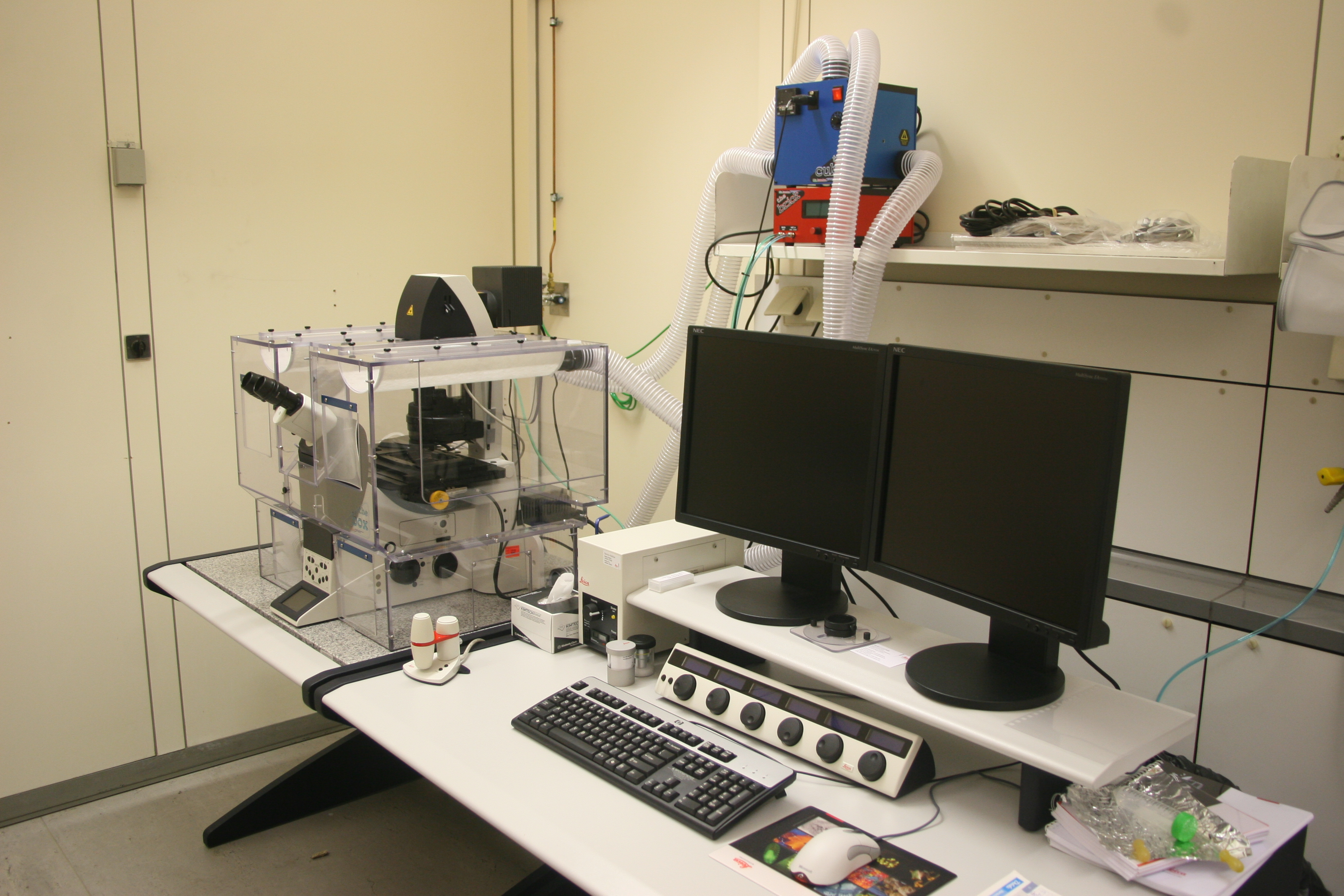
Kompletní konfokální mikroskop v praxi

Konfokální mikroskop je druhem optického mikroskopu, jehož výhodou je vyšší rozlišovací schopnost daná detekcí světla pouze z ohniskové roviny mikroskopu. V obecné vědecké mluvě se též mluví o konfokálu.
Známy jsou tyto typy mikroskopu:
- rastrující konfokální mikroskop – skenující zařízení zařizuje posun ohniska excitujícího laserového paprsku
- konfokální mikroskop s rotujícím diskem – místo skenujícího zařízení obsahuje rotující Nipkowův kotouč, na kterém je mnoho navzájem oddělených clonek

## Princip rastrovacího konfokálního mikroskopu
Laserový paprsek (intenzivní bodový zdroj světla) je fokusován na clonku, dále prochází objektivem až na vzorek, kde je obraz clonky fokusován do bodu, jehož průměr odpovídá difrakční mezi (rozlišovací mez).
Přes stejný objektiv jde zpětně i světlo na vzorku odražené či rozptýlené, případně fluorescence. Sekundární světlo putující zpět prochází opět clonkou, jejichž bodový obraz je s pomocí děliče paprsků lokalizován před fotonásobič, kde je umístěna druhá konfokální bodová clonka, která filtruje světlo pocházející z oblasti mimo ohniskovou rovinu mikroskopu. Obraz celé zaostřené roviny lze pak získat rastrováním bod po bodu některým z těchto postupů:
- rozkmitání laserového paprsku
- příčný posuv vzorku před objektivem
- posuv objektivu nad vzorkem.

## Rozlišovací schopnost
Při použití objektivu o NA (numerická apertura) cca 1,3 a s využitím modrozelené čáry Ar laseru (λ = 488 nm) by odpovídala tloušťka optických řezů asi 0,4 mikrometru. Dále při maximálním průměru konfokální clonky odpovídajícímu 1/4 průměru centrálního maxima Airyho kroužku, lze tvrdit, že rozlišovací schopnost konfokálního mikroskopu je přibližně 1,4x lepší než klasického mikroskopu o téže NA objektivu.